# 1773
1773 (MDCCLXXIII) var ett normalår som började en fredag i den gregorianska kalendern och ett normalår som började en tisdag i den julianska kalendern.

## Händelser

### Januari
- 18 januari – Kungliga Svenska Operan invigs i Stora Bollhuset genom operan Thetis och Pelée med Carl Stenborg och Elisabeth Olin i huvudrollerna.

### April
- April – Johan Liljencrantz blir statssekreterare för handels- och finansexpeditionen och påbörjar en plan för att förbättra svenska statens finanser.

### Juli
- 21 juli – Påve Clemens XIV upplöser Jesuitorden.

### December

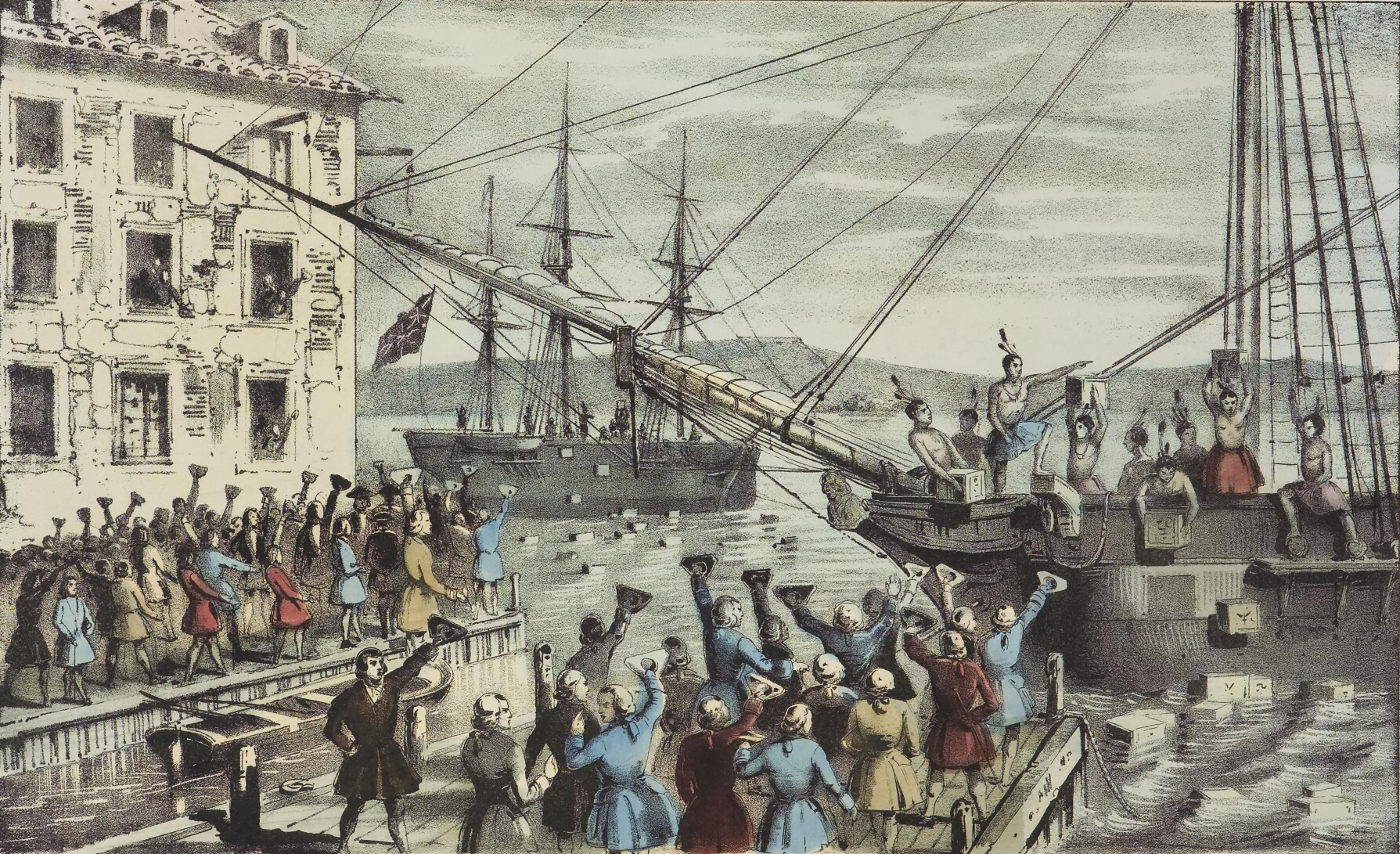
Tebjudningen i Boston.

- 16 december – Nordamerikaner, utklädda till indianer, häver en massa brittiskt te från brittiska båtar ner i vattnet i Bostons hamn under vad som har gått till historien som tebjudningen i Boston.[1]

### Okänt datum
- Daniel af Thunberg får ledarskapet för byggandet av Trollhätte kanal.
- Gustav III upphäver kronoböndernas rätt att friköpa sina gårdar, vilket tillsammans med husbehovsbränningsförbudet skapar missnöje bland bönderna.
- Det finska trupperna mobiliseras, eftersom man från svenskt håll fruktar ett ryskt anfall.
- En kunglig teater, med ritningar av Carl Fredrik Adelcrantz, inrättas på Gripsholms slott.
- Gustav III tillsätter en bibelkommission, som skall utarbeta en ny svensk bibelöversättning. Det kommer dröja till 1917, innan arbetet är färdigt.
- Detta år drabbas Sverige (men inte Finland) av ovanligt stor dödlighet (105 139 döda; jämfört med 1772 års 76 362 och 1774 års 44 463) till följd av missväxt och en epidemi av rödsot/dysenteri som utbryter under året. Detta innebär att Sveriges befolkning minskar med 55 030 invånare (mer än 5 % av befolkningen), vilket än i dag (2025) är den största minskningen under ett enskilt år sedan Tabellverket (nuvarande Statistiska centralbyrån) började föra den svenska befolkningsstatistiken 1749.[2][3][4]
- Sahlstedts ordbok publiceras.

## Födda

### Första kvartalet

#### Januari
- 14 januari – Nathaniel Silsbee, amerikansk politiker, senator 1826–1835. (död 1850)
- 17 januari – Johann Christian August Heinroth, tysk psykiater. (död 1843)
- 28 januari – Axel von Rosen, svensk greve och ämbetsman. (död 1834)

#### Februari
- 9 februari – William Henry Harrison, amerikansk politiker, USA:s president 4 mars–4 april 1841. (död 1841)
- 10 februari – Francisco Tadeo Calomarde, spansk politiker. (död 1842)
- 22 februari – Martin Friedrich Arendt, tysk arkeolog. (död 1823)

#### Mars
- 14 mars – John Holmes, amerikansk politiker, senator 1820–1827 och 1829–1833. (död 1843)
- 27 mars – Claës Mellerborg, svensk läkare. (död 1828)

### Andra kvartalet

#### April
- 9 april – Marie Boivin, fransk barnmorska, medicinsk forskare och uppfinnare. (död 1841)
- 19 april – John Wayles Eppes, amerikansk politiker. (död 1823)

#### Maj
- 3 maj – Giuseppe Acerbi, italiensk upptäcktsresande och reseskildrare. (död 1846)
- 15 maj – Klemens von Metternich, österrikisk statsman. (död 1859)
- 25 maj – Benjamin Tappan, amerikansk demokratisk politiker, senator 1839–1845. (död 1857)
- 31 maj – Ludwig Tieck, tysk poet. (död 1853)

#### Juni
- 2 juni – John Randolph, amerikansk politiker och diplomat. (död 1833)
- 13 juni – Thomas Young, engelsk fysiker, läkare, hieroglyftydare. (död 1829)
- 20 juni – Peter Early, amerikansk politiker, guvernör i Georgia 1813–1815. (död 1817)

### Tredje kvartalet

#### Juli
- 7 juli – Fredrik Boije, svensk militär, tecknare och författare. (död 1857)
- 16 juli – Thomas Worthington, amerikansk politiker, senator 1803–1807 och 1810–1814. (död 1827)
- 27 juli – Jacob Aall, norsk politiker, författare och industriidkare. (död 1844)
- 31 juli – Thérésa Tallien, fransk salongsvärd; "Notre Dame du Thermidor". (död 1835)

#### Augusti
- 19 augusti – Johan Peter Strömberg, svensk teaterman. (död 1834)
- 22 augusti – Dominique Bouligny, amerikansk politiker, senator 1824–1829. (död 1833)

#### September
- 25 september – Agostino Bassi, italiensk entomolog. (död 1856)

### Fjärde kvartalet

#### Oktober
- 6 oktober – Ludvig Filip I, kung av Frankrike 1830–1848. (död 1850)
- 20 oktober – Gustaf Knös, svensk orientalist, teolog. (död 1828)
- 23 oktober – Pietro Generali, Italiensk kompositör. (död 1832)
- 24 oktober – John Elliott, amerikansk politiker, senator 1819–1825. (död 1827)
- 30 oktober – Hugh Lawson White, amerikansk politiker, senator 1825–1840. (död 1840)

#### November
- 17 november – Mihály Csokonai Vitéz, ungersk poet. (död 1805)

#### December
- 3 december – Martin Erik Ahlman, svensk teolog. (död 1844)
- 14 december – Johannes Gossner, tysk präst. (död 1858)

## Avlidna

### Första kvartalet

#### Januari
- 12 januari – Jacob von Eggers, 68, svensk friherre och militär.
- 21 januari – Alexis Piron, 83, fransk poet.
- 28 januari – Justus Christopher Hauswolff, 64, svensk präst.
- 31 januari – Barthold Ennes, 94, svensk militär.

#### Februari
- 13 februari – Pietro Bracci, 72, italiensk skulptör.
- 19 februari – Fabian Löwen, 73, svensk friherre, militär och politiker.
- 20 februari – Karl Emanuel III, 71, kung av Sardinien sedan 1730.
- 22 februari – Christian Lodberg Friis, 73, dansk läkare.
- 26 februari – Frederik Raben, 79, dansk ämbetsman.

#### Mars
- 1 mars – Jan Wagenaar, 63, nederländsk historiker.
- 2 mars – Carl Fredrik Jägerhorn, 50, svensk militär.
- 3 mars – Gert Londemann, 54, dansk skådespelare.
- 24 mars – Philip Stanhope, 4:e earl av Chesterfield, 78, brittisk politiker och författare.
- 31 mars – Fredrik Wilhelm Ladau, 46, svensk militär.

### Andra kvartalet

#### April
- 9 april – Paul Brytzelius, 59, svensk präst.
- 19 april – Hubert-François Gravelot, 74, fransk konstnär.
- 21 april – Jens Høysgaard, 74, dansk språkforskare.

#### Maj
- 1 maj – Anna Susanne von der Osten, 69, dansk hovdam.
- 7 maj – Christian Gottlieb Ludwig, 64, tysk botaniker.
- 8 maj – Johann Christian Storr, 60, tysk teolog.
- 9 maj – Henrik Frosterus, 45, svensk jurist.

#### Juni
- 8 juni – Gustaf Adolf Bröms, 57, svensk präst och orientalist.
- 12 juni – Andreas Berlin, 27, svensk botaniker.
- 27 juni – Mentewab, kejsarinna av Etiopien, regent 1723–1755.

### Tredje kvartalet

#### Juli
- 12 juli – Johann Joachim Quantz, 76, tysk kompositör.
- 13 juli – Gillis Åkerhielm, 69, svensk ämbetsman.
- 16 juli – Nils Rosén von Rosenstein, 67, svensk läkare och professor.

#### Augusti
- 3 augusti – Stanisław Konarski, 72, polsk författare.
- 16 augusti – Lorentz Ingemund Bröms, 63, svensk sjömilitär.
- 22 augusti – George Lyttelton, 1:e baron Lyttelton, 64, brittisk politiker.

#### September
- 8 september – Abraham Samzelius, 50, svensk präst och botaniker.
- 16 september – Anders Odel, 55, svensk industriman och konstnär.
- 25 september – Johan Ernst Gunnerus, 55, norsk biskop och vetenskapsman.

### Fjärde kvartalet

#### Oktober
- 1 oktober – Otto Holmboe, 62, norsk präst.
- 22 oktober – Martin Johan Wallenius, 42, finländsk matematiker.

#### November
- 2 november – Nils Lillienanckar, 77, svensk sjömilitär.
- 7 november – Anna Charlotte av Lothringen, 59, fursteabbedissa av Remiremont sedan 1738.
- 29 november – Carl Mesterton, 58, svensk filosof och universitetslärare.

#### December
- 14 december – John Jennings, 44, svensk affärsman och politiker.

### Fotnoter
1. ↑  Det hände i dag – 17 december
2. ↑  Sveriges befolkningsutveckling på scb.se Arkiverad 23 oktober 2013 hämtat från the Wayback Machine.
3. ↑  Castenbrandt, Helene (2012). Rödsot i Sverige 1750-1900 [Elektronisk resurs en sjukdoms demografiska och medicinska historia]. Göteborg: Institutionen för historiska studier, Göteborgs universitet. Libris 13536657. ISBN 9789162885311. http://hdl.handle.net/2077/30195
4. ↑  http://bruksfolk.blogspot.se/2014/09/smittkoppor-och-rodsot.html